# V opačném čase
V opačném čase je šestý díl druhé řady animovaného seriálu Star Trek. Premiéra závěrečné epizody seriálu proběhla v USA 12. říjen 1974, v České republice 22. února 1998.

## Příběh
Hvězdného data 6063.4 federační loď USS Enterprise NCC-1701 vedená kapitánem Jamesem T. Kirkem míří k planetě Babel, kam veze velvyslance Roberta Aprila, který byl vůbec prvním kapitánem této Enterprise. Pasažérem je také Sarah Aprilová, která tehdy působila ve funkci hlavního zdravotnického důstojníka. Když loď míjí supernovu Beta-Niobe, objevuje se neznámé plavidlo letící enormní rychlostí, jež Spock odhaduje na warp 36. Loď míří přímo do středu supernovy.
Kapitán Kirk se snaží cizí loď varovat, ale když neodpovídá, rozhodne se zachytit jí tažným paprskem. Loď sice zpomalí, ale také začne táhnout Enterprise. Na obrazovce se objevuje mladá žena, která promlouvá k posádce cizím jazykem. Uhura zjišťuje, že nejde o cizí jazyk, ale že mluví pouze pozpátku. Mluví o důležité misi a žádá o zrušení paprsku, jinak bude splnění její mise znemožněno. Cizí plavidlo stále směřuje do středu smrtící supernovy a Kirk se tak rozhoduje uvolnit paprsek. Ten ale nelze zrušit a Enterprise tak překonává dokonce warp 20 a směřuje s lodí do supernovy.
Obě lodě se objevují v místě, které by šlo označit jako druhá strana. Zdejší vesmír je bílý a září v něm černé hvězdy, Enterprise couvá a vše běží pozpátku. Na obrazovce se znovu objevuje cizí žena a vysvětluje, že se potřebovala vrátit do svého vesmíru a Kirkův zásah jí to málem znemožnil. Spock dedukuje, že v tomto vesmíru běží čas pozpátku a proto i všichni členové Enterprise budou mládnout. Žena se představuje jako Carla 5 a nabízí Enterprise, aby letěli za ní s tím, že jejich vědci by mohli pomoci.
Původní cesta zpět již není možná, protože v tomto vesmíru se Beta-Niobe stala ze supernovy normální hvězdou. Na galaktické mapě Spock ukazuje hvězdy, které mají v obou vesmírech stejnou pozici, ale žádná z nich není supernovou. April navrhuje, že jestli se zde hvězdy rodí jako vyhaslé, bylo by možné některou z nich předčasně zažehnout. Je potřeba navíc loď Carly, protože Enterprise není schopná letět takovou rychlostí, aby nebyla spálena vlivem supernovy. Vliv zdejšího vesmíru má na posádku Enterprise účinek, že mládnou mnohem rychleji a mladší členové postupně přichází o své schopnosti.
Spock, coby Vulkánec je z posádky schopen fungovat nejdéle, ale i on mládne příliš rychle. Velení se tak ujímá komodor April, který spolu se Sarah zůstal jako jediný dospělý. Když se podaří lodi projít supernovou, z funkční posádky jsou kojenci. April navrhuje použít data transportéru pro navrácení původního věku všem na lodi. Sarah napadne tento proces nepoužít na ně dva s tím, že by mohli prožít znovu své životy a April by mohl opět velet flotile. Ten to však odmítá, protože svůj život naplnil a nemá potřebu jej prožívat znovu.